# HD 143361
HD 143361 är en ensam stjärna belägen i den norra delen av stjärnbilden Vinkelhaken. Den har en skenbar magnitud av ca 9,20 och kräver åtminstone en stark handkikare eller ett mindre teleskop för att kunna observeras. Baserat på parallax enligt Gaia Data Release 2 på ca 14,6 mas, beräknas den befinna sig på ett avstånd på ca 224 ljusår (ca 69 parsek) från solen. Den rör sig närmare solen med en heliocentrisk radialhastighet på ca –1,5 km/s.

## Egenskaper
HD 143361 är en gul till vit stjärna i huvudserien av spektralklass G6 V. Den har en massa som är ca 0,9 solmassa, en radie som är ungefär en solradie och har ca 0,87 gånger solens utstrålning av energi från dess fotosfär vid en effektiv temperatur av ca 5 400 K.

## Planetsystem
I oktober 2008 rapporterades en exoplanet, kallad HD 143361 b, i omlopp kring stjärnan. Den upptäcktes med metoden för mätning av radiell hastighet under en astronomisk studie under ledning av Magellan Planet Search Program som använde MIKE echelle spectrograph vid 6,5-meters Magellan II telescope (Clay).
| Planet | Massa           | Halv storaxel (AE) | Siderisk omloppstid (d) | Excentricitet | Inklination | Radie |
| ------ | --------------- | ------------------ | ----------------------- | ------------- | ----------- | ----- |
| b      | ≥3,48 ± 0,24 MJ | 1,98 ± 0,07        | 1 046,2 ± 3,2           | 0,193 ± 0,015 | -           | -     |